# Praealticus multistriatus
Praealticus multistriatus är en fiskart som beskrevs av Hans Bath 1992. Praealticus multistriatus ingår i släktet Praealticus och familjen Blenniidae. Inga underarter finns listade i Catalogue of Life.